# Antoni Perarnau i Burgés
Antoni Perarnau i Burgés (Puig-reig, 1965) és un filòsof, poeta i professor català.
Va cursar els estudis primaris i secundaris a l'Escola Pia de Terrassa i va llicenciar-se l'any 1988 en Filosofia per la Universitat Autònoma de Barcelona. Anys més tard, obtingué un postgrau en correcció lingüística per la mateixa universitat. Casat i pare de tres fills, ha viscut a Puig-reig, a Sant Llorenç Savall i a Terrassa. És professor de Filosofia i Ciències Socials a l'escola Tecnos de Terrassa, agrupació pedagògica cooperativa.
Ha publicat quatre llibres de poesia, La ciutat i el retorn (Columna, 1991), Les pluges admirables (L'Albí, 2008) i Binissalem (L'Albí, 2021), L'arbre del silenci (Grèvol, 2023). Ha guanyat diversos premis literaris entre els quals destaca el primer premi en el 9è certamen literari “Sant Jordi” per a joves convocat per la Generalitat de Catalunya, l'any 1990.
La seva inquietud per la música l'ha portat col·laborat amb músics com Baltasar Bibiloni (Cantata de la fosca i de la llum, Cants del desterrament, i la cantata Ex ore infantium), Joan Casals (Nadala de ponent, Goigs de sant Galderic), Enric Ferrer (Passió de Jesucrist, l'Etern vivent, Cants del temps primer, Psalmus), Josep Lluís Guzman i Xavier Pastrana. També ha escrit nombrosos textos per a glosses de concerts de cant coral.

## Obra

### Obra poètica
- La ciutat i el retorn (Columna, 1991)
- Les pluges admirables (L'Albí, 2008)
- Binissalem (L'Albí, 2021)
- L'arbre del silenci (Grèvol, 2023)

### Obra relacionada amb la música
- Autor de la lletra de la Cantata de la fosca i de la llum. Encàrrec del Cor Montserrat  publicada a l'editorial Di7 de Binissalem, Mallorca, musicada pel mestre Baltasar Bibiloni.
- Autor de la lletra de El cant del temps primer, musicada pel mestre Enric Ferrer, encàrrec del Cor Montserrat en el seu trenta-cinquè aniversari, gravada també en el CD abans esmentat de l'editorial Picap.
- Autor del text i selecció de textos de l'Oratori  “Passió de Jesucrist, L'Etern Vivent” d'Enric Ferrer, estrenada al centre Cultural de la Caixa de Terrassa l'abril de 2003.
- Autor del text i de la selecció de textos El camí dels estels, estrenat pel Cor Montserrat el Nadal de 2003; es tracta d'una representació de tema nadalenc que barreja teatre i música tradicional nadalenca estat enregistrat en DVD.
- Autor de l'estructura, de la idea i la selecció de textos de l'obra Psalmus, dansar l'ànima amb música d'Enric Ferrer i textos de diverses procedències, espectacle per a octet instrumental, cor, i dues actius-ballarines. Aquest  espectacle es va estrenar a Terrassa el març de 2004.
- Autor de la “plaquette” L'escala major publicada per l'editora Mirall de Glaç, vocalia literària d'Amics de les Arts i Joventuts Musicals , el maig de 2005.
- Seleccionador de textos de la cantata “Càntic dels càntics” de Josep Lliís Guzman, a partir de textos bíblics i de Vicent Andrés Estellés. La cantata fou estrenada dins les jornades de cant coral de la FCEC, al Palau de la Música Catalana, el maig de 2006.
- Autor de la lletra de la Nadala de Ponent, amb música de Joan Casals i estrenada a Lleida, a la Paeria, el dia 16 de desembre de 2006, obra encarregada per l'Associació de pessebristes de Lleida per a l'acte d'inici de les festes de Nadal.
- Autor de la lletra de la cantata Diàleg d'un altre mar, per a conjunt instrumental amb música d'Enric Ferrer, encara pendent d'estrena.
- Autor de la lletra dels Goigs de Sant Galderic, a petició de l'associació de pagesos de Terrassa, amb música de Joan Casals.
- Seleccionador de textos de la cantata Un sol cor, una sola ànima, a petició de Cristians de Terrassa. Estrena abril de 2011.
- Autor de la lletra de les cançons dels Cants del desterrament, amb música de Baltasar Bibiloni, publicat per l'editora musical La mà de Guido.
- Autor de la lletra del concert Aquella aigua de la nit en commemoració del 50è aniversari de les inundacions del Vallès. Concert promogut per l'Ajuntament de Terrassa. Setembre de 2012-
- Autor de les Glosses al Requiem de Mozart per al concert Terrassa canta, musicades per Xavier Pastrana, Terrassa novembre de 2016-
- Autor de la lletra d'una cantata inèdita Ex ore infantium, musicada per Baltasar Bibiloni, maig de 2020.